# ازدنیک نهودا
ازدنیک نهودا (چکی: Zdeněk Nehoda؛ زادهٔ ۹ مهٔ ۱۹۵۲) بازیکن فوتبال اهل چکسلواکی بود.
از باشگاه‌هایی که در آن بازی کرده‌است می‌توان به دوکلا پراگ، باشگاه فوتبال دارمشتات ۹۸، باشگاه فوتبال استاندارد لیژ، و باشگاه فوتبال فاستاو زلین اشاره کرد.
وی همچنین در تیم ملی فوتبال چکسلواکی بازی کرده‌است.